# Combat de Notre-Dame-de-Lorette
Le combat de Notre-Dame-de-Lorette a débuté le 18 août 1915.
67 noms figurent sur l'état nominatif des pertes du 13e DI Martin de Bouillon rattaché au 17e Régiment d'infanterie, le 18 août 1915.

## Source
Memorialgenweb.org - État nominatif des pertes du 17e R.I. le 18 août 1915